# سکوکووکو
سکوکووکو (به لهستانی:  Skokówko) یک روستا در لهستان است که در گمینا بورک ویلکوپولسکی واقع شده‌است.